# Bình Giang, An Giang
Bình Giang là một xã thuộc tỉnh An Giang, Việt Nam.

## Địa lý
Xã Bình Giang có vị trí địa lý:
- Phía đông giáp xã Bình Sơn
- Phía tây giáp huyện Kiên Lương và huyện Giang Thành
- Phía nam giáp Vịnh Thái Lan
- Phía bắc giáp tỉnh An Giang.

Xã Bình Giang có diện tích 163,70 km², dân số năm 2025 là 18.257 người, mật độ dân số đạt 112 người/km².

## Hành chính
Xã Bình Giang được chia thành 10 ấp: Bình Hòa, Đường Thét, Giồng Kè, Hợp Thành, Kinh 9, Kinh Tư, Láng Cơm, Mũi Tàu, Ranh Hạt, Tám Ngàn.

## Lịch sử
Ngày 18 tháng 3 năm 1997, Chính phủ ban hành Nghị định số 23-CP về việc thành lập xã Bình Giang trên cơ sở 12.793 ha diện tích tự nhiên và 8.434 nhân khẩu của xã Bình Sơn.